# Butînî, Sokal
Butînî (în ucraineană Бутини) este localitatea de reședință a comunei Butînî din raionul Sokal, regiunea Liov, Ucraina.

## Demografie
Componența lingvistică a localității Butînî
     Ucraineană (99,93%)
     Alte limbi (0,07%)
Conform recensământului din 2001, majoritatea populației localității Butînî era vorbitoare de ucraineană (99,93%), existând în minoritate și vorbitori de alte limbi.